# Variations sérieuses
Pour les articles homonymes, voir Introduction, thème et variations.
Les Variations sérieuses  opus 54, est un cycle de 17 variations pour piano de Felix Mendelssohn. Composées en 1841, elles sont publiées à Vienne en 1842. C'est une des œuvres les plus jouées du compositeur.

## Historique
En mars 1841, l'éditeur Pietro Mecchetti lance une récolte de fonds visant à ériger un monument en hommage à Ludwig van Beethoven à Bonn, sa ville natale. Mecchetti demande à Mendelssohn, ainsi qu'à Liszt, Chopin, Moscheles ou Czerny, de contribuer à une publication collective qui paraît en janvier 1842,. La Fantaisie op. 17 de Robert Schumann est publiée à cette occasion.
Mendelssohn termine l'écriture de ses Variations sérieuses le 4 juin 1841. C'est le seul contributeur à s'être astreint à une forme classique, les autres compositeurs préférant des impromptus ou nocturnes. Mendelssohn a sans doute choisi cette forme en référence aux nombreux ensembles de variations écrits par Beethoven. Le qualificatif de « sérieuses » lui sert à se différencier des « variations brillantes », souvent basées sur des airs célèbres, à la mode à cette époque.
Dans la foulée des Variations sérieuses, il écrit deux autres ensembles de variations : les Variations en mi bémol majeur opus 82 (25 juin 1841) et les Variations en si bémol majeur opus 83 (juillet 1841. Les Variations sérieuses sont les seules variations publiées de son vivant.
Les Variations sérieuses sont bien reçus par leurs contemporains, s'attirant les éloges de revues comme Allgemeine musikalische Zeitung ou Neue Zeitschrift für Musik. Ignaz Moscheles, ami de Mendelssohn, a déclaré « J'ai beau jouer les Variations sérieuses encore et encore, à chaque fois leur beauté me séduit »[réf. souhaitée]. Elles ont inspiré plusieurs compositeurs, comme Brahms, Franck, Reger, Busoni ou Bartók.

## À propos de la musique
Felix Mendelssohn choisit de structurer ses variations d'une façon assez rigoureuse et classique : même tonalité, groupement des variations par paires, évolution amplificatrice sur la mélodie, l'harmonie et le rythme. On y trouve une fugue et un choral, comme dans les 32 variations en do mineur de Beethoven, qui pourraient être une des inspirations de Mendelssohn. Dans l'ensemble, les variations conservent la structure métrique et harmonique du thème, même si elles s'en éloignent progressivement.
Plusieurs variations fonctionnent par paires : par exemple, les 8 et 9 amplifient le matériau utilisé ; les 16 et 17, inversent le rôle entre les mains droite et gauche.
Le thème original du compositeur en ré mineur, chromatique et pathétique, reflète l'esprit du choral et rappelle l'amour de Mendelssohn pour Bach,.
Les variations sont plutôt courtes, et sont très différentes dans leur style, même si le ton reste sérieux, comme n'annonce le titre : on y entend du Brahms, de la virtuosité, des canons, des lieder… Le recueil se termine de façon dramatique, avant de brusquement arriver aux accords finaux, plus tranquilles et dans l'esprit du thème.

## Structure
- Thème : Andante sostenuto Le thème, d'une longueur de seize mesures, est construit en deux parties. L'harmonie, à quatre voix, est à la fois simple et très chromatique ; après une modulation en fa majeur à la 8e mesure, le thème se termine en ré mineur[4].
- Variation I Cette première variation, qui ressemble à une invention de Bach[1], suit la forme du thème, avec une voix intérieure en doubles croches, et des basses en octaves staccato[7].
- Variation II : Un poco più animato Les doubles croches laissent ici place à des sextuplets[7].
- Variation III : Più animato Des accords à la main droite répondent aux octaves à la main gauche[7]. Plus dense, elle possède une urgence qui rappelle Beethoven[1].
- Variation IV Sous forme d'un petit scherzo[1], cette variation utilise le principe de l'imitation, à la manière d'une invention de Bach[7].
- Variation V : Agitato Assez proche du thème, ce choral[1] a une main gauche syncopée et une pédale en ré[7].
- Variation VI Mendelssohn alterne les registres graves et aigus du piano[7].
- Variation VII Ici ce sont les textures qui alternent, entre accords et arpèges[8].
- Variation VIII : Allegro vivace Un flux continu de triolets de doubles croches nous éloigne du thème, même si l'harmonie reste la même[8].
- Variation IX Les deux mains jouent des triolets de doubles croches[8].
- Variation X : Moderato Cette variation marque une pause dans la progression dramatique, avec un fugato à quatre voisx[9].
- Variation XI Cette variation cantabile peut évoquer Schumann[9].
- Variation XII : Tempo di tema Des accords et octaves très rapides alternent aux deux mains[9].
- Variation XIII L'énergie rythmique reste, mais avec le thème joué à la main gauche[10].
- Variation XIV : Adagio Il s'agit de la seule variation en ré majeur[10].
- Variation XV De retour en ré mineur, cette variation introduit les deux dernières, avec des syncopes entre les deux mains[10].
- Variation XVI : Allegro vivace Cette variation marque le retour au tempo des variations 8 et 9, avec des triolets de doubles-croches. Les deux mains alternent pour jouer des accords brisés[10].
- Variation XVII Cette dernière variation continue sur le rythme de la suivante, avec une inversion du rôle des mains[10]. Après une cadence arrive une coda virtuose (Presto) de 38 mesures, qui commence par des accords alternés aux deux mains[5].